# Heterachthes taquatinga
Heterachthes taquatinga är en skalbaggsart som beskrevs av Martins 2009. Heterachthes taquatinga ingår i släktet Heterachthes och familjen långhorningar. Inga underarter finns listade i Catalogue of Life.